# Otí (langue)
Pour les articles homonymes, voir Oti.
La langue otí était la langue d'une population éteinte de l'État de São Paulo au Brésil.
Elle est aussi appelée Chavante (Chavante/Šavante/Shavante) ou Euchavante.
Il ne faut pas la confondre avec le xavánte qui est encore utilisé par quelque 10 000 personnes (les Xavánte), dans l'État du Mato Grosso, également au Brésil.